# Juchipila
Juchipila là một đô thị thuộc bang Zacatecas, México. Năm 2005, dân số của đô thị này là 11603 người.